# حصن معافاة (حريضة)
'

تعديل مصدري - تعديل

حصن معافاة هي إحدى قرى عزلة حريضة بمديرية حريضة التابعة لمحافظة حضرموت، بلغ تعداد سكانها 32 نسمة حسب تعداد اليمن لعام 2004.